# Mark Edwards
Mark Stuart Edwards OMI (ur. 14 czerwca 1959 w Balikpapan w Indonezji) – australijski duchowny katolicki, biskup pomocniczy Melbourne w latach 2014–2020, od 2020 biskup diecezjalny Wagga Wagga.

## Życiorys
Święcenia kapłańskie przyjął 16 sierpnia 1986 jako członek zgromadzenia Misjonarzy Oblatów Maryi Niepokalanej (OMI). Przez kilkanaście lat pracował w zakonnych kolegiach w Mulgrave i Brisbane. W 1998 zaczął pracę w oblackim seminarium w Mulgrave, pełniąc w nim funkcje mistrza postulatu (1998–2004), mistrza nowicjatu (2004–2007) oraz rektora (2007–2010). W latach 2010–2014 kierował kolegium w brisbańskiej dzielnicy Lindum.
7 listopada 2014 papież Franciszek mianował go biskupem pomocniczym archidiecezji Melbourne oraz biskupem tytularnym Garba. Sakry udzielił mu 17 grudnia 2014 arcybiskup Denis Hart. 26 maja 2020 papież przeniósł go na stanowisko biskupa ordynariusza Wagga Wagga. Ingres odbył się 22 lipca 2020.